# I milionari
I milionari (Ma and Pa Kettle) è un film del 1949 diretto da Charles Lamont e basato sui personaggi del libro Io e l'uovo scritto da Betty MacDonald nel 1945.

## Produzione
Il film riprende i due personaggi Ma Kettle e Pa Kettle già presenti nel film Io e l'uovo del 1947, elevandoli a protagonisti. Il film ebbe un ottimo riscontro commerciale, tanto che la Universal produsse altri otto film con la coppia nei successivi otto anni.